# Дюркоп, Барбара
Ба́рбара Дю́ркоп Дю́ркоп (исп. Bárbara Dührkop Dührkop; род. 27 июля 1945, Ганновер) — испанский политик, член ИСРП. В 1987—2009 годах депутат Европейского парламента от Испании, занимала пост заместителя председателя фракции Европейской социалистической партии. Награждена большим почётным крестом «За заслуги перед Австрийской Республикой».

## Биография
Окончила философский факультет Университета Уппсалы. В 1971 году получила должность доцента в Гамбурге и в Университете Эрлангена — Нюрнберга. В 1978 году преподавала языки в Институте Усандисаги и немецкой школе в Сан-Себастьяне, которую впоследствии возглавила в 1995 году. Супруг Барбары Дюркоп Энрике Касас, с 1980 года входивший в парламент Страны Басков от ИСРП и возглавлявший партийный список на предстоявших выборах, был убит 23 февраля 1984 года активистами баскской автономистской группировки «Автономные антикапиталистические команды». В 1999 году Дюркоп вошла в состав правления ИСРП.
В Европейском парламенте Дюркоп с 1987 года работала координатором фракции ИСРП в комитете по культуре и образованию, затем до 1999 года занимала пост заместителя председателя бюджетного комитета. На выборах в Европарламент 2009 года Дюркоп заняла предпоследнее место в списке ИСРП и с этого времени не является депутатом Европарламента.